# Squeeze Casting
Squeeze Casting (Pressgießen) ist eine Druckgusstechnik, die auf herkömmliche Druckgieß-Praxis baut und mit Aluminium, Magnesium, Zink und Kupferlegierungssystemen kompatibel ist. Die Zykluszeit ist im Vergleich mit dem herkömmlichen Druckguss wegen längerer Metalleinspritzdauer größer. Die Qualität des Gussteils wird dadurch  verbessert, da ein verfrühtes Erstarren reduziert wird. Die meisten mit Squeeze Casting erzeugten Gussteile  können  wärmebehandelt werden, um die mechanischen Eigenschaften zu verbessern.

## Elemente des Squeeze Casting und Ausrüstung
Sowohl horizontale als auch vertikale konventionelle Druckgießmaschinen können in Verbindung mit dem Squeeze Casting verwendet werden. Die Unterschiede im Squeeze Casting werden der Druckgießform-Ausführung und den Prozessparametern zugeschrieben.
Obwohl Squeeze Casting viele Jahre lang angewendet worden ist, um Gussteile  zu produzieren, ist eine konsequente Druckgießform-Designmethodik in der technischen Literatur nicht dokumentiert worden. Squeeze Casting Druckgießform-Designphilosophien werden von vielen Unternehmen als ein Betriebsgeheimnis angesehen. Deshalb möchten die meisten Unternehmen ihre Druckgießform-Designmethodiken nicht bekannt geben. Jedoch sind mehrere qualitative Eigenschaften bekannt.
Im Vergleich mit dem konventionellen Druckguss haben Squeeze Casting-Druckgießformen größere Anschnitte, um Früherstarrung während der Multiplikation zu vermeiden. Einige Unternehmen verwenden die klassischen Anschnitte wie beim konventionellen Druckguss. Andere Unternehmen haben einen einzelnen großen  Punktanschnitt ideal gefunden. 
Weil Squeeze Casting dickere Anschnitte haben, ist das Abgraten besonders zu beachten.
Das Sägen ist normalerweise erforderlich. Automatisierte Sägesysteme sind für die Großserienproduktion erforderlich.